# Manuel Guisande
Manuel Guisande Santiago de Compostela, La Coruña 30 de octubre de 1958) es un escritor, creativo, periodista y guionista de cortometrajes. Es autor de la serie de cuentos Rodripico. Obtuvo el Premio de Comunicación de la Junta de Galicia 2000, el Premio Codorniz de Plata de la Academia de Humor y el Premio Isaac Díaz Pardo da Asociación Galega de Editores junto con el ilustrador Xosé Tomás, premio Fernando Arenas de Literatura y Ensayo 2017.

## Trayectoria
Manuel Guisande ha aportado a la literatura infantil de Galicia, junto con el ilustrador Xosé Tomás, un personaje entrañable como el pájaro "Rodripico": una colección de cuentos editada por "Baía Edicións" en el 2010 con el que obtuvo "Premio Literario Isaac Díaz Pardo"que concede la "Asociación Galega de Editores" y que ha sido ya traducida al castellano y portugués.
Estudió Derecho en la Universidad de Santiago de Compostela y cuenta con un currículum periodístico que va desde El Correo Gallego, el Semanario El Orzan, el Ideal Gallego y sus últimos 25 años en La Voz de Galicia.
Paralelamente, comienza en el 2000 sus aportaciones a la cultura en el apartado de humor, siendo junto al caricaturista Siro López coordinador del suplemento de Humor "xatentendo.com" por el que recibió el "Premio La Codorniz de Plata" y el "Premio de Comunicación Junta de Galicia 2000".
Autor de obras de teatro como "Los aparcacientos de Pacópolis", junto al periodista Ramón Barrena; en el 2008 abre su el blog de humor costumbrista "Al fondo a la derecha", publicado en la edición digital de "la Voz de Galicia". En el 2010 se estrena como guionista con el cortometraje "Garabolis" bajo la dirección del director "Alfredo Pardo" por el que es nominado al "Premio Audiovisual Mestre Mateo" en el 2011 y llega a la final en el "Festival Internacional de Cine de Ourense".
Uno de los cuentos de la "Colección Rodribrico", concretamente "Rodribrico e a noite" fue nominado a la final del premio Literario Frei «Martín Sarmiento» y en la actualidad colabora en "Radio Voz" con un monólogo de humor en el "programa Corre Carmela que Chove", a la vez que imparte conferencias-talleres didácticos sobre Periodismo y Medios de Comunicación, Monólogos, Cómo se escribe un Cuento Infantil y Realización de Guiones para Teatro, Radio y Televisión.